# Saussurée des Alpes
Saussurea alpina
Espèce

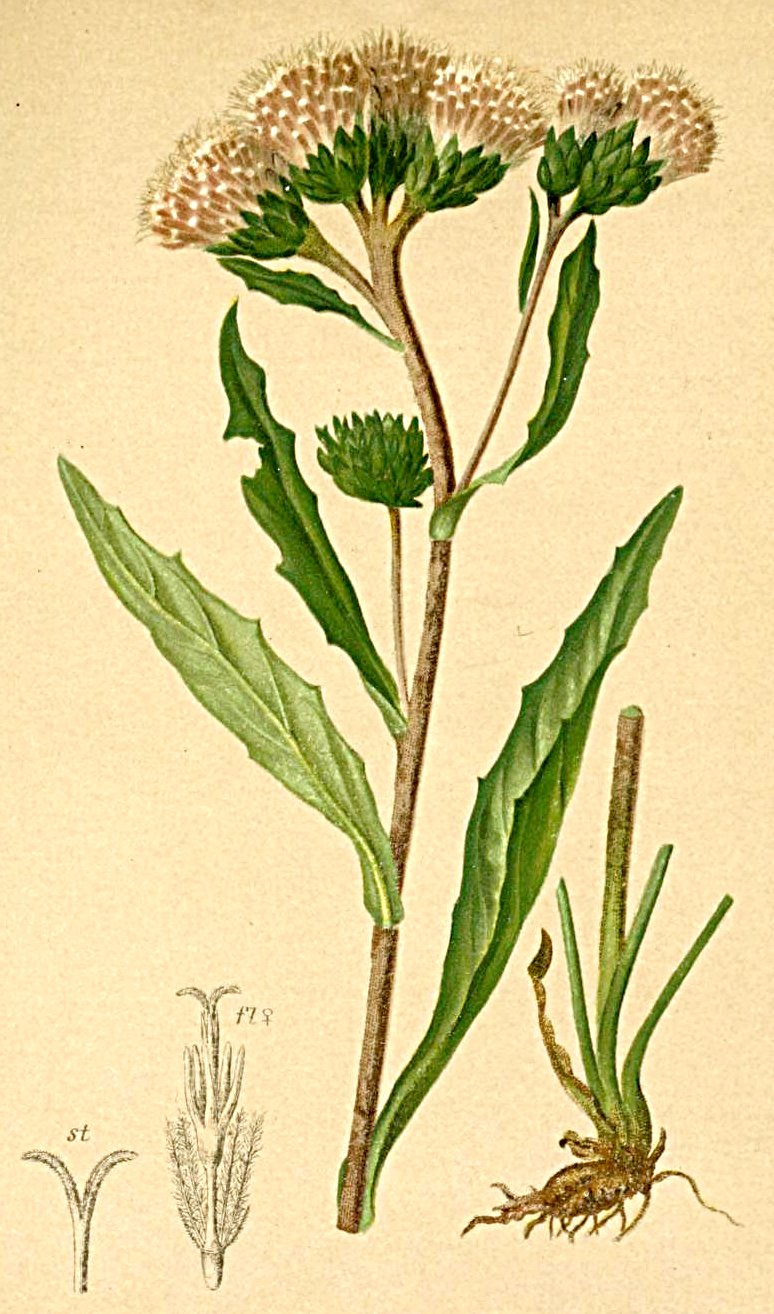
Saussurea alpina,
Atlas der Alpenflora, 1882

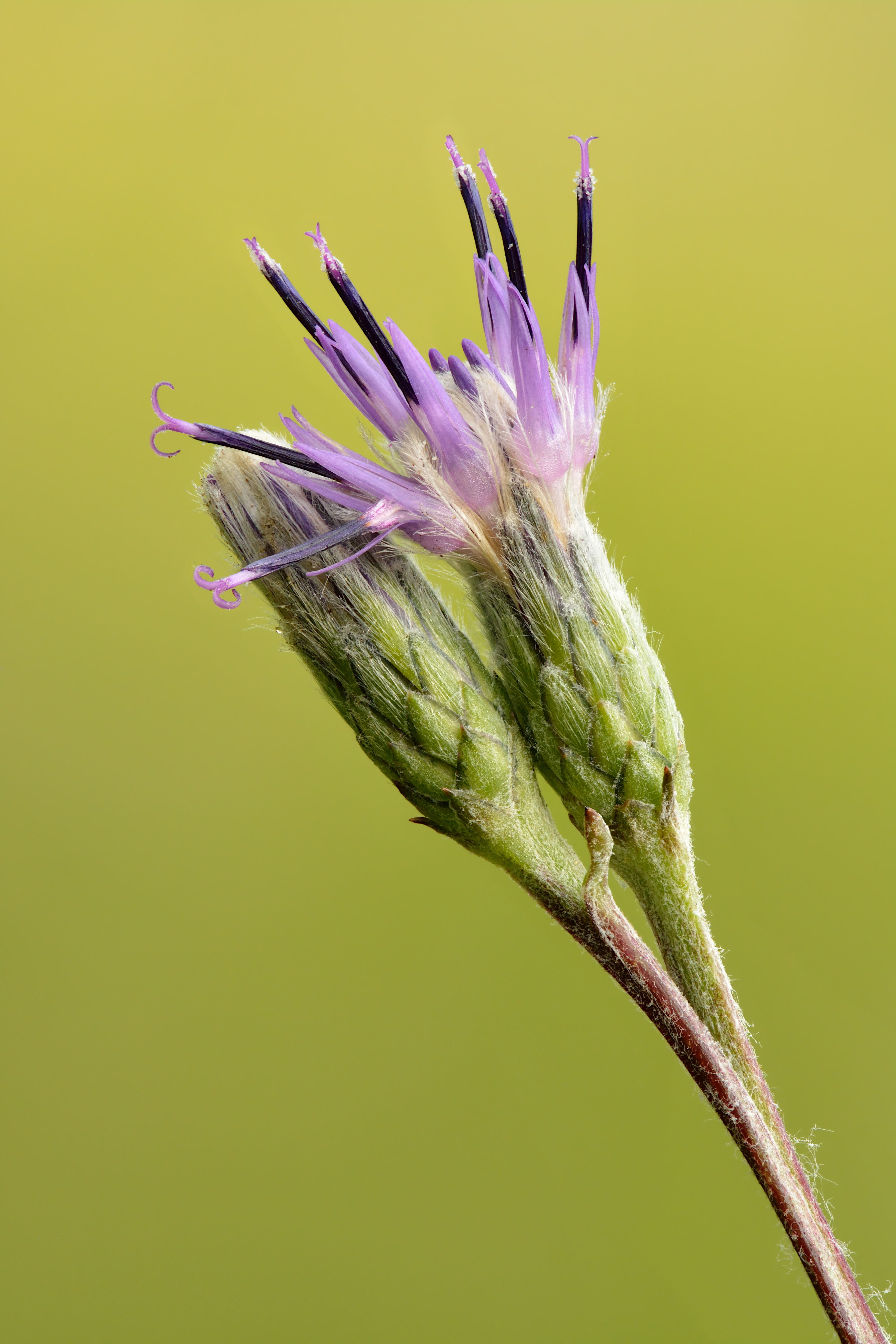
Inflorescence d'une Saussurea alpina esthonica dans le Niitvälja soo, Estonie. Juillet 2020.

La saussurée des Alpes (Saussurea alpina) (en allemand : Gemeine Alpenscharte ou Gewöhnliche Alpenscharte - en anglais : Common Saw-wort), est une espèce de plantes à fleurs de la famille des Astéracées (Composées).
C'est une plante herbacée qui affectionne les éboulis calcaires des Alpes et des Pyrénées en France.